# Ginjol
Ginjol ili ginjola (od francuskog: guignol) je vrsta lutke. Naziv se koristi za lik (u hrv. prijevodu Guignol i Ginjol) i za vrstu lutke odnosno lutkarskoj tehnici (ginjol(a)).
Francuskog je podrijetla, napravljena je u Lyonu 1808. godine.  Autor je bio Laurent Mourguet. Ovom lutkom je Mourguet proslavio Lyon i francusko lutkarstvo.
Kod ove vrste lutaka, lutkar umeće ruku unutar lutke, a rukama od lutke upravlja prstima iznutra kroz lutku upravlja ili pomoću dvije prave čvrste žice. Lutkom se upravlja odozdol. Lutka ima drvenu glavu, jer je predviđeno da ta lutka može primiti udaranje od strane druge lutke.
Lutkarska predstava s ginjolama se zove ginjolijada (usp.).
41. Međunarodni zagrebački lutkarski festival (PIF) održan 2008. je bio posvećen ginjolu.